# Ignácio Aureliano Machado Brito
Ignácio Aureliano Machado Brito (Rio de Janeiro, 29 de junho de 1938 - Araguari, setembro de 2001) foi um geólogo, pesquisador e professor universitário brasileiro.
Membro associado da Academia Brasileira de Ciências, foi professor de várias universidades brasileiras, tendo trabalhado principalmente com icnofósseis.

## Biografia
Nascido na capital fluminense, em 1938, era filho de Gratuliano de Costa Brito e Adelaide Machado Brito. Cursou o ensino médio no Colégio Mallet Soares, concluindo os estudos em 1956. Casou-se duas vezes, tendo de seu primeiro casamento três filhos, Paulo, André e Pedro. E com Lisete Fernandes Moraes Brito, sua segunda esposa, nasceram Fernando e Ana.

## Carreira
Suas atividades profissionais foram desenvolvidas primeiramente como jornalista, de 1958 a 1960, como repórter auxiliar da Revista da Semana e do Almanaque Eu Sei Tudo, além de lecionar em cursos de pré-vestibular. Brito formou-se em História Natural pela Universidade do Brasil (em 1960), ingressando em seguida na Petrobrás e obtendo o título de geólogo de petróleo pela Universidade Federal da Bahia em 1962.
Paralelamente às suas atividades como paleontólogo da Petrobrás, ministrou aulas de Paleontologia e Geologia Histórica na Escola de Geologia da Universidade Federal da Bahia de 1962 a 1965. Deixou a Petrobrás em 1965, e foi como bolsista da CAPES para a Califórnia, onde defendeu dissertação intitulada Os Acritarcha e sua utilização na estratigrafia siluriana e devoniana do Brasil, obtendo o título de Master of Sciences em 1966, na Universidade Stanford.
De volta ao Brasil, foi em janeiro de 1966 para o Rio de Janeiro, a convite de Paulo Erichsen de Oliveira, passando a conciliar sua pesquisa com os amonitas da seção de Paleontologia do DNPM e suas aulas no Instituto de Geociências da UFRJ, ainda no largo de São Francisco. Logo deixaria o DNPM em 1968, passando a dedicar-se às atividades de ensino, pesquisa e administração do Instituto de Geociências até sua aposentadoria.
Como professor-visitante ministrou aulas na Universidade Federal do Ceará, na Universidade Federal de Mato Grosso e na Universidade Federal da Paraíba, além de muitas outras instituições de ensino, não somente no Rio de Janeiro.
Ao se aposentar na UFRJ, passou a morar em Araguari, no Triângulo Mineiro, embora continuasse a orientar dissertações e teses e a publicar trabalhos.

## Morte
Brito morreu em Araguari, em setembro de 2001, aos 63 anos.

### Homenagens
A Comissão Organizadora do XIV Congresso Brasileiro de Paleontologia, em 1995, prestou-lhe singela homenagem, convidando-o para plantar um exemplar de Ginkgo biloba nos jardins do Centro de Pesquisas Paleontológicas Llewellyn Ivor Price, em Peirópolis, município de Uberaba, onde foi realizado o congresso.
Em 2005, foi homenageado na nomenclatura da espécie de pterossauro Nurhachius ignaciobritoi.